# Христо Желев
Христо Атанас Желев (болг. Христо Атанас Желев; нар. 3 жовтня 1947) — болгарський спортсмен, академічний веслувальник, учасник Олімпійських ігор, призер чемпіонату світу.

## Спортивна кар'єра
На Олімпійських іграх 1968 в Мехіко Христо Желев з Йорданом Вальчевим були четвертими в двійках парних.
На Олімпійських іграх 1976 Желев у складі четвірки парних разом з Єфтімом Герзіловим, Мінчо Ніколовим і Йорданом Вальчевим зайняв п'яте місце.
На чемпіонаті світу 1977 року в Амстердамі був третім у складі четвірки парних.